# Anvaing
Anvaing (en picard Anvègn) est une section de la commune belge de Frasnes-lez-Anvaing située en Région wallonne dans la province de Hainaut.
C'était une commune à part entière avant la fusion des communes de 1977.

## Étymologie
C'est en 863 qu'apparaît pour la première fois, dans un diplôme de Charles le Chauve, le nom de Anvinium. En latin, Anvinium signifie « la villa d'Anwin ». Le village d'Anvaing se serait développé à proximité de la villa de ce personnage, il y a dix ou douze siècles.
- En 863: Anvinium (d'après un diplôme de Charles le Chauve)
- En 1128: Anven (dans une charte de Burchard, évêque de Cambrai
- En 1186: Aisevaing (dans un manuscrit de Tournay)
- Vers le XIVe siècle : Anvain (sur les manuscrits de Paris et Valenciennes)

## Géographie

### Relief et hydrographie
Le relief du territoire d'Anvaing s'élève progressivement d'Ouest en Est. De 30 mètres d'altitude à l'entrée de la petite Rhosnes venant de Forest, 35 mètres au seuil de l'église à la place, 55 mètres à la chaussée, le relief anvinois culmine à plus de 125 mètres au sommet du hameau des Bruyères.
La petite Rhosnes venant de Forest coule en direction du Nord-Est pour se jeter dans la grande Rhosnes au Nord de la place, peu après que, venant du Sud-Est (Frasnes-lez-Buissenal) en direction Nord-Ouest, elle soit passée sous le pont de Soubrechies en bas du Bois. La grande Rhosnes se dirige vers le Nord pour se perdre dans l'Escaut à Avelgem.

## Évolution démographique
- Sources : INS, Rem. : 1831 jusqu'en 1970 = recensements, 1976 = nombre d'habitants au 31 décembre.
- 1932: annexion de Ellignies-lez-Frasnes

## Histoire
Le 27 juillet 1932, Anvaing fusionne avec Ellignies-lez-Frasnes.
C'est dans le château d'Anvaing que fut signée, par le général Derousseaux et le commandant Liagre, représentants du roi Léopold III, la capitulation de l'armée belge le 28 mai 1940, après les derniers combats de la bataille de la Lys.

## Galerie

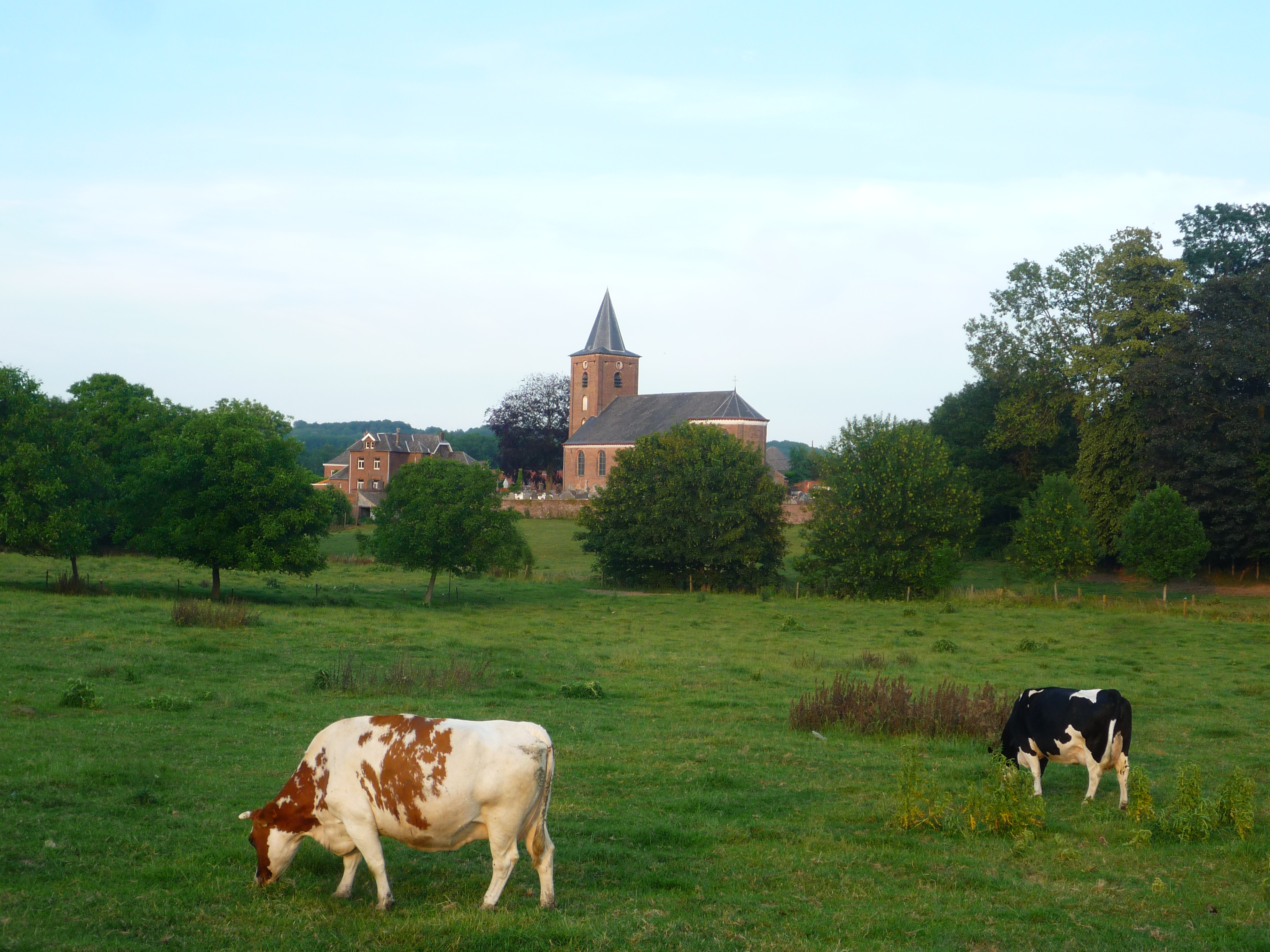
église d'Anvaing vue depuis la rue Outre.
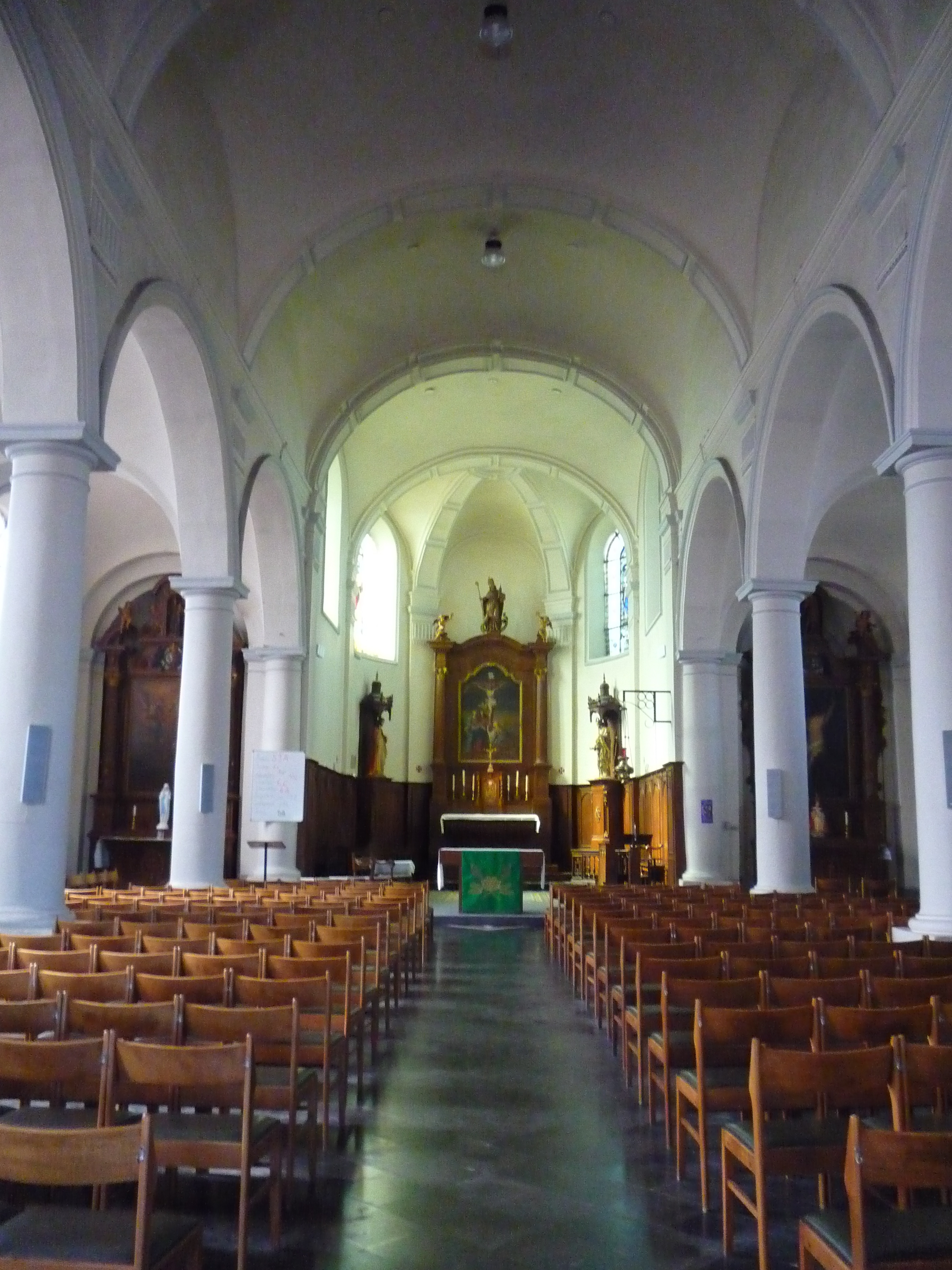
intérieur de l'église.
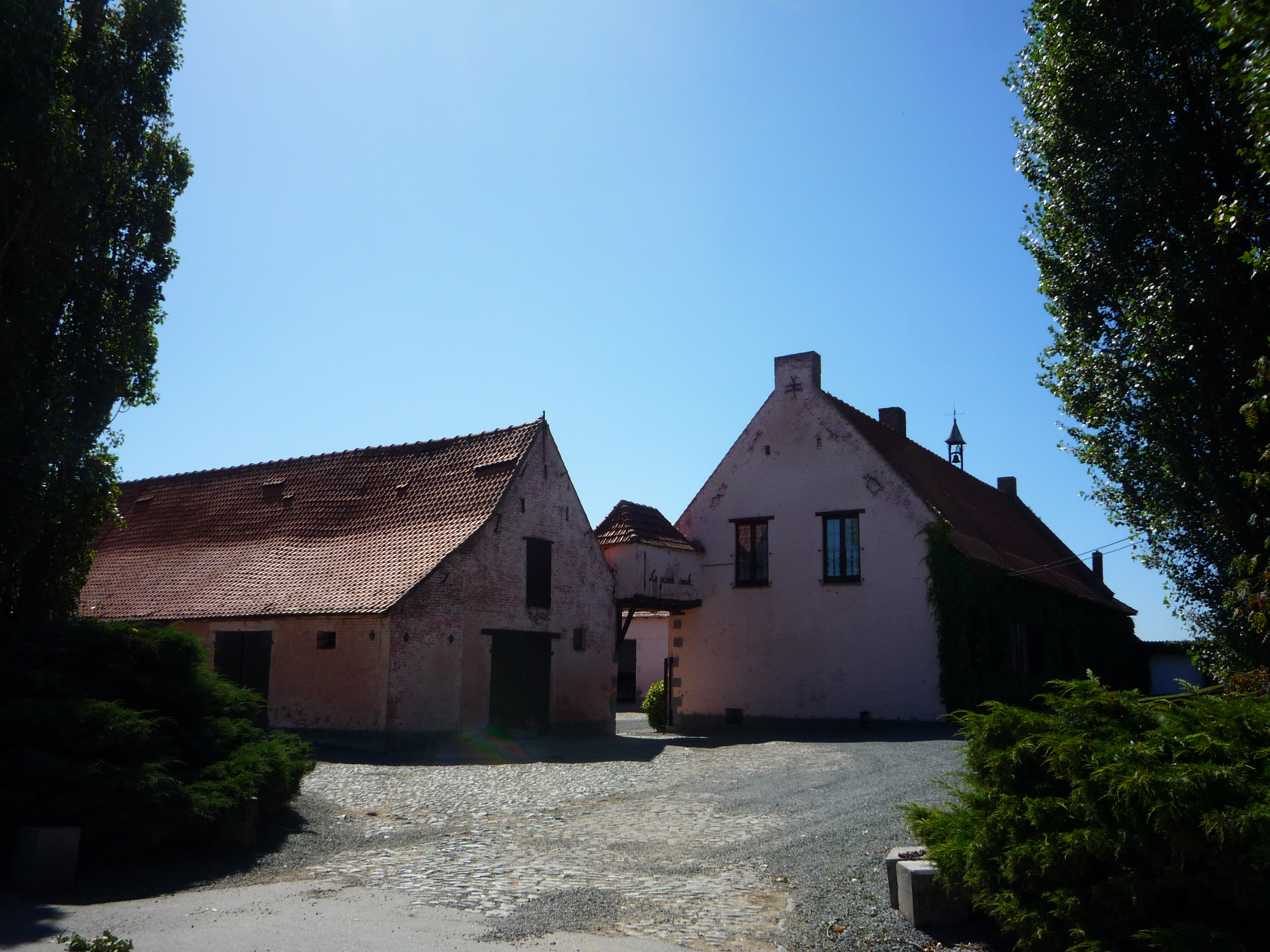
cense de la Grande-Courbe.
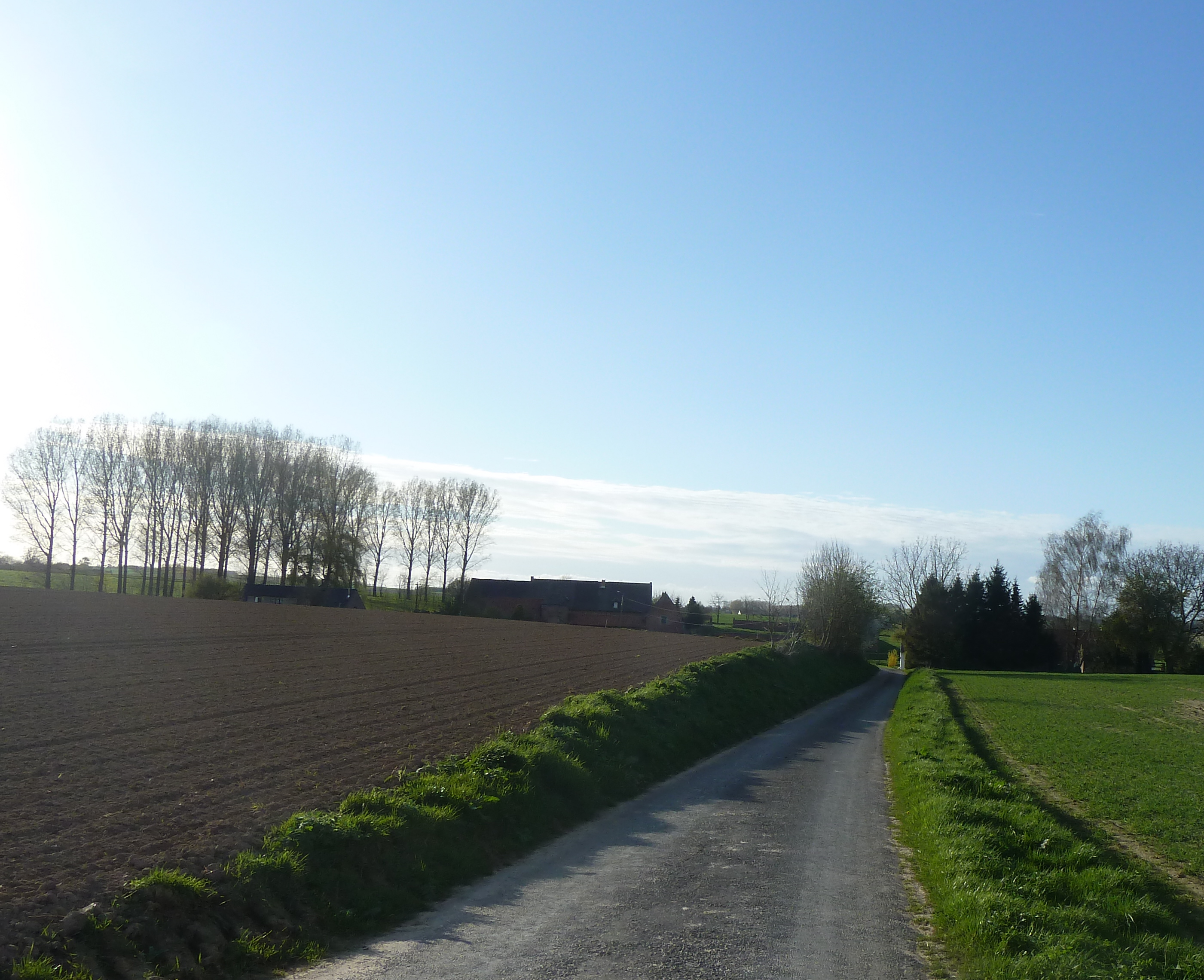
rue delcourbe et ferme de la Petite-Courbe.
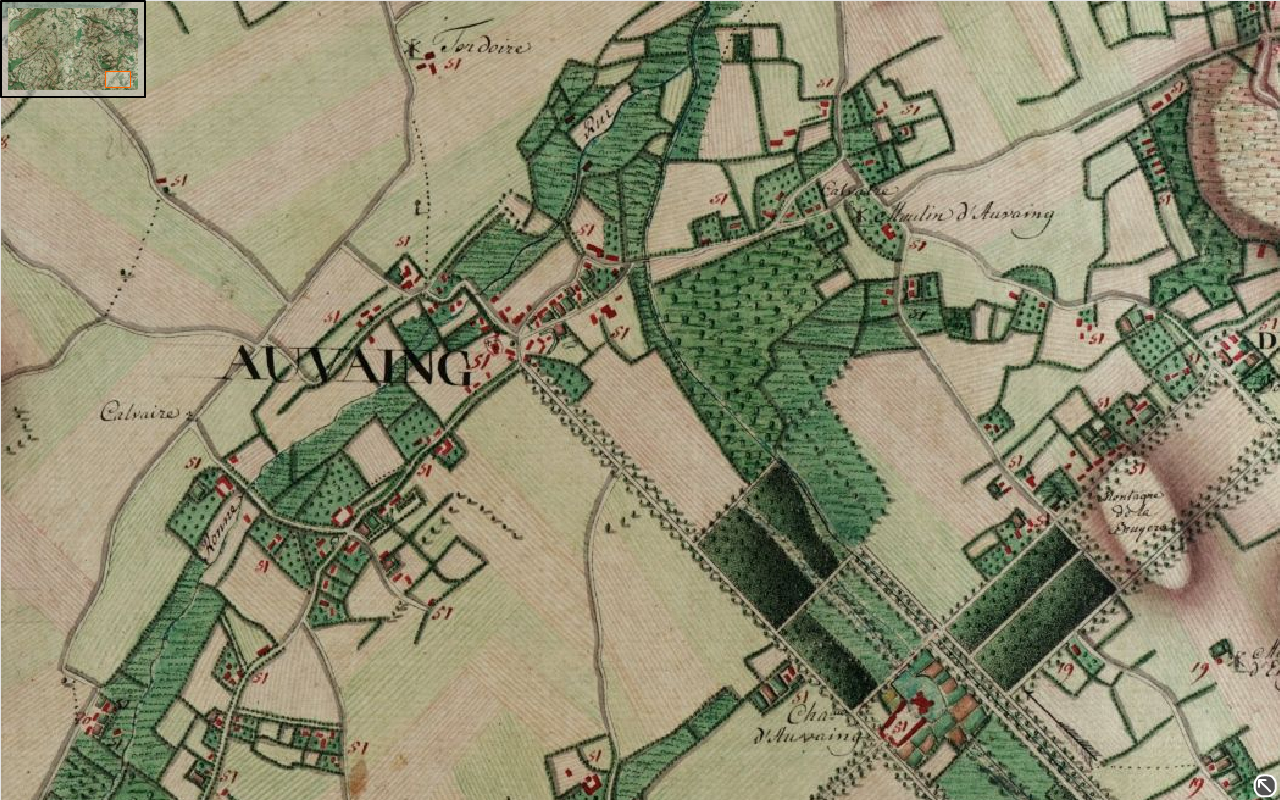
Anvaing en 1770-Carte de Ferraris.
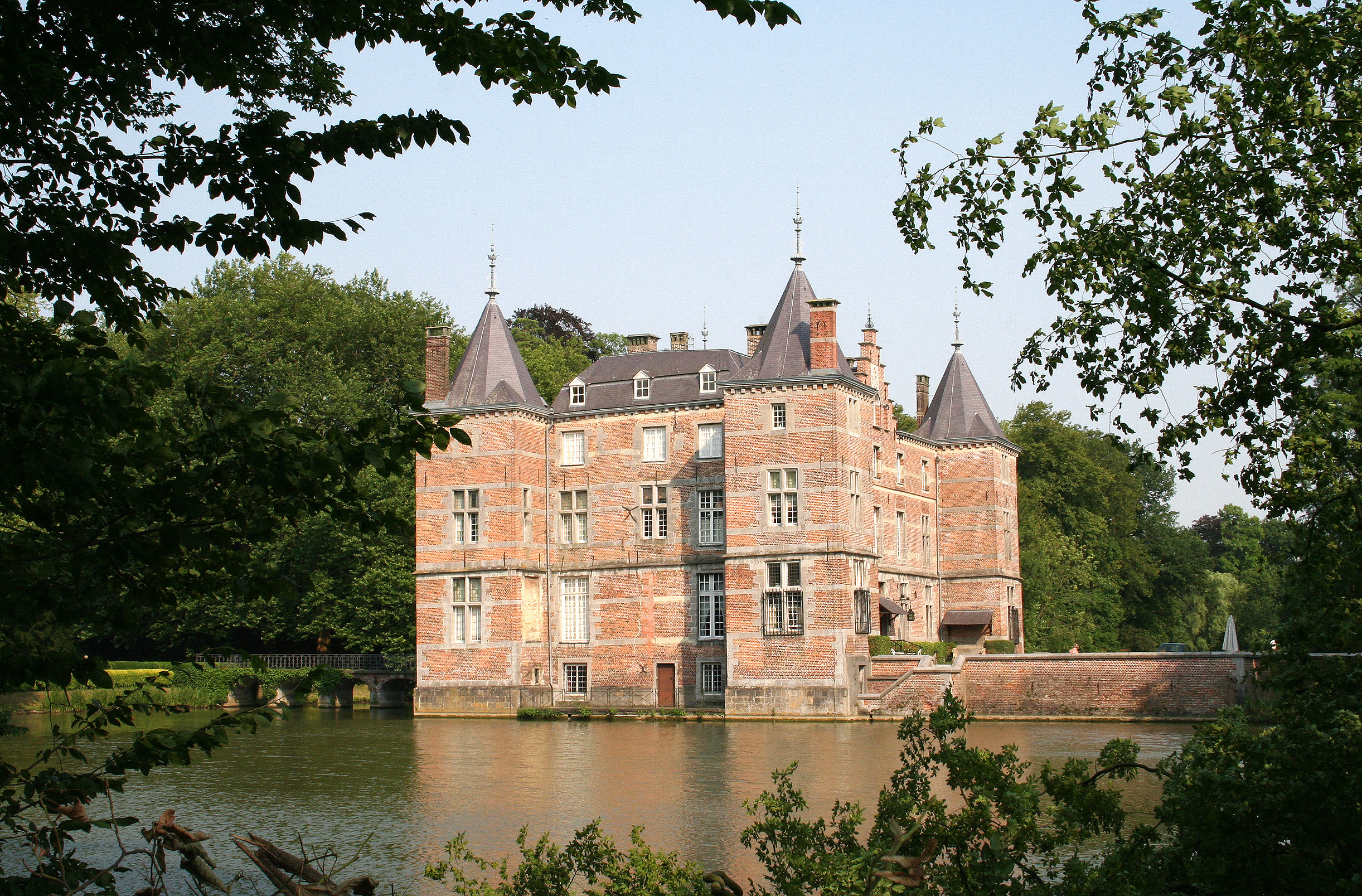
Le château d'Anvaing.